# Čeplje, Litija
Čeplje este o localitate din comuna Litija, Slovenia, cu o populație de 17 locuitori.